# Hugo Briatta
Hugo Briatta, né le 24 juin 1996, est un coureur cycliste français, spécialiste de VTT.

## Biographie
Hugo Briatta est médaillé de bronze de cross-country eliminator aux Championnats d'Europe de VTT 2020 à Monte Tamaro.
Il est ingénieur, diplômé de l'INSA Rouen Normandie depuis 2020.

## Palmarès en VTT

### Championnats du monde
- Lillehammer-Hafjell 2014
  - 6e du cross-country juniors
- Chengdu 2018
  -  Médaille d'argent du cross-country eliminator
- Waregem 2019
  -  Médaille d'argent du cross-country eliminator

### Coupe du monde
- Coupe du monde de cross-country eliminator
  - 2017 : 7e du classement général, vainqueur d'une manche
  - 2018 : 8e du classement général
  - 2019 : 1er du classement général, vainqueur de trois manches
  - 2021 : 17e du classement général

### Championnats d'Europe
- Brno 2019
  -  Champion d'Europe de cross-country eliminator
- Monte Tamaro 2020
  -  Médaillé de bronze du cross-country eliminator

### Championnats de France
- 2017
  - 2e du cross-country espoirs
- 2018
  - 2e du cross-country eliminator
- 2019
  -  Champion de France de cross-country eliminator
- 2020
  - 3e du cross-country eliminator
- 2021
  - 2e du cross-country eliminator

## Palmarès en cyclo-cross
- 2011-2012
  - 3e du championnat de France de cyclo-cross cadets